# 강성욱 (배우)
강성욱(1985년 5월 12일 ~ )은 대한민국의 배우이다.

## 학력
- 서울예술대학교 연극과 (휴학)
- 덕원예술고등학교

## 출연작

### 드라마
- 《같이 살래요》 (2018년, KBS2) - 차경수 역
- 《이번 생은 처음이라》 (2017년, tvN) - 신영효 역

### 예능
- 《하트시그널》 (2017년, 채널A)

### 뮤지컬
- 《여신님이 보고 계셔》
- 《경성특사》
- 《뉴시즈》
- 《베르테르》
- 《팬텀》

## 성폭행사건
2017년 8월, 부산광역시의 한 술집 종업원을 친구의 집으로 끌어들인 후 성폭행했으며, 1심에서 징역 5년을 선고받고 법정 구속됐다. 이후 2심에서는 징역 2년 6개월을 선고 받았으나 판결에 불복하고 대법원에 상고장을 냈다.
이 일은 오랫동안 알려지지 않았다가 2019년 7월 하순에 징역 선고 관련 기사가 줄줄이 뜨고서야 대중에게 알려졌는데, 성폭행을 일으킨 시기가 한창 하트시그널이 방송되던 시기였던데다가, 이후에도 이 사실을 감춘 채 드라마에 출연하는 등의 행보를 보였기 때문에 더 큰 비판을 사고 있다. 게다가 같이 살래요 제작진도 이런 사실도 전혀 모른 채 이 자를 캐스팅했었다. 이 사태로 인하여 하트시그널과 같이 살래요 모두 다시보기가 일체 중단되었으며, 동시에 이 사건으로 그의 연예계 커리어도 사실상 끝장났다.
2020년 7월 8일, 2심 판결로 유죄가 확정되었다. 또한 강성욱의 부모가 2심에서 증거인정을 하지 않는다고 판사에게 욕설을 하며 항의하다 법정에서 쫓겨나는 해프닝이 있었다.
2020년 9월 4일 자로 KBS·EBS·MBC 영구출연정지 연예인 명단 리스트에 등재되었다. 이로 인해 이미 다른 직업도 못 구할 정도이고, 블랙리스트에도 등재되었다.